# ساگوارو
ساگوارو (نام علمی: Carnegiea gigantea) یا کاکتوس قدسی نوعی کاکتوس شبیه به درخت می‌باشد که می‌تواند تا ۲۵۰ سال عمر کند ساقه بشکه‌ای شکل آن دارای پره‌های موازی که روی آنها توسط تیغه‌هایی پوشانده شده‌است می‌باشد. در هنگام بارندگی بدنه این گیاه پر ازآب شده و بزرگ می‌شود و پره‌ها به طرفین گسترش پیدا می‌کنند در فصل بهار گیاه ساگوارو گلهای سفید مایل به کرم فنجانی شکل درمی‌آورد این گلها توسط حیوانات زیادی گرده افشانی می‌شوند که از جمله آن حیوانات می‌توان فاخته که در روز روی آن می‌نشیند و خفاش که در شب روی آن می‌نشیند را نام برد.
درخت ساگوارا بومی بیابان سونورا واقع در جنوب غربی ایالات متحده آمریکا و شمال مکزیک است. دنده‌های این کاکتوس توسط سرخ‌پوستان بومی برای ساختمان‌سازی استفاده می‌شده‌است.
گل این درخت گل ایالتی ایالت آریزونای آمریکاست. شایان گفتن است برخلاف آن‌چه در بیانیه‌های منتشرشده آمده است، هیچ قانونی مجازات زندان ۲۵ ساله برای قطع‌کردن یک کاکتوس را الزامی نمی‌داند؛ بااین‌حال، این کار یک جرم درجه‌ی چهار محسوب می‌شود که ممکن است حداکثر تا سه سال و نه ماه زندان در پی داشته باشد.

## نگارخانه

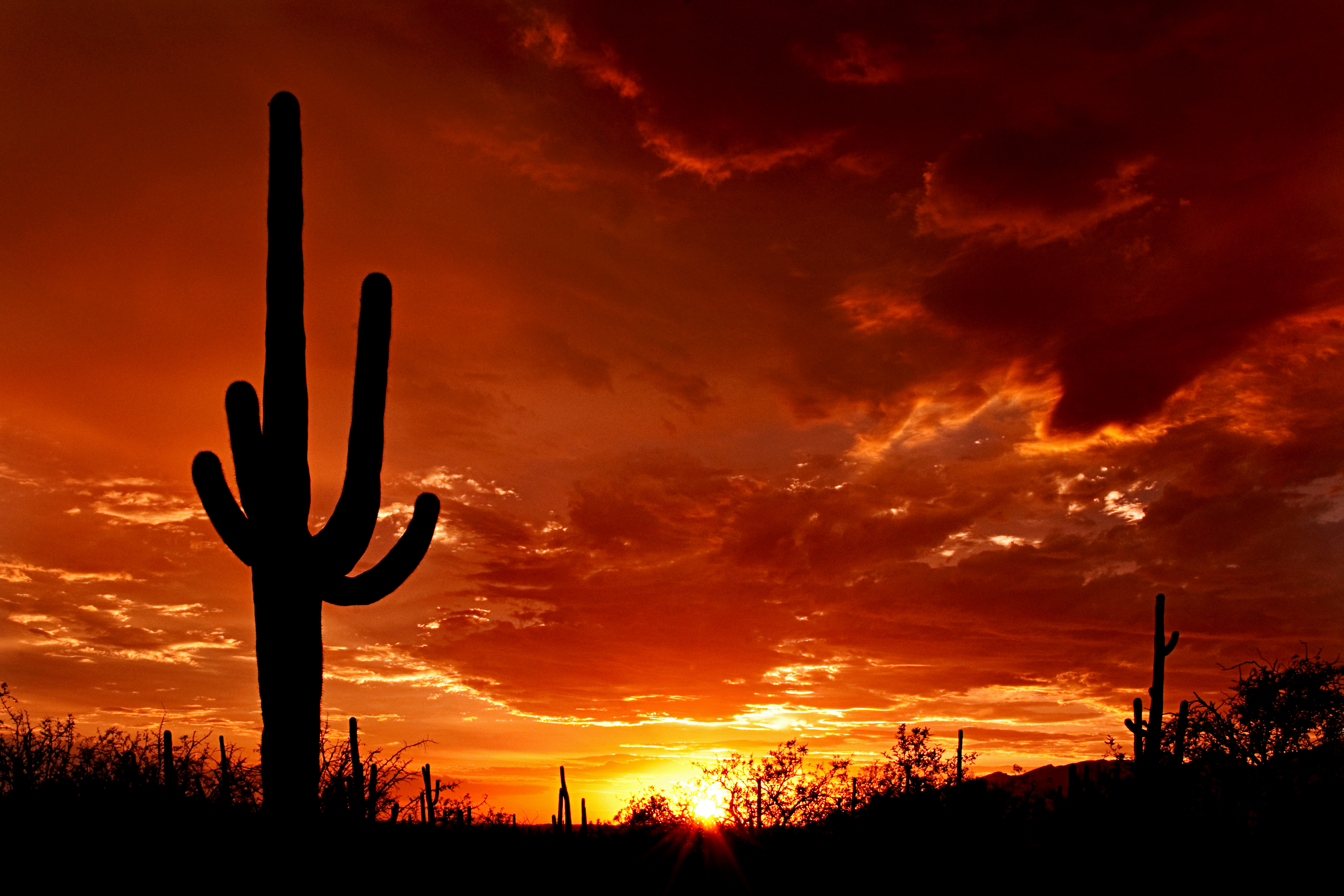
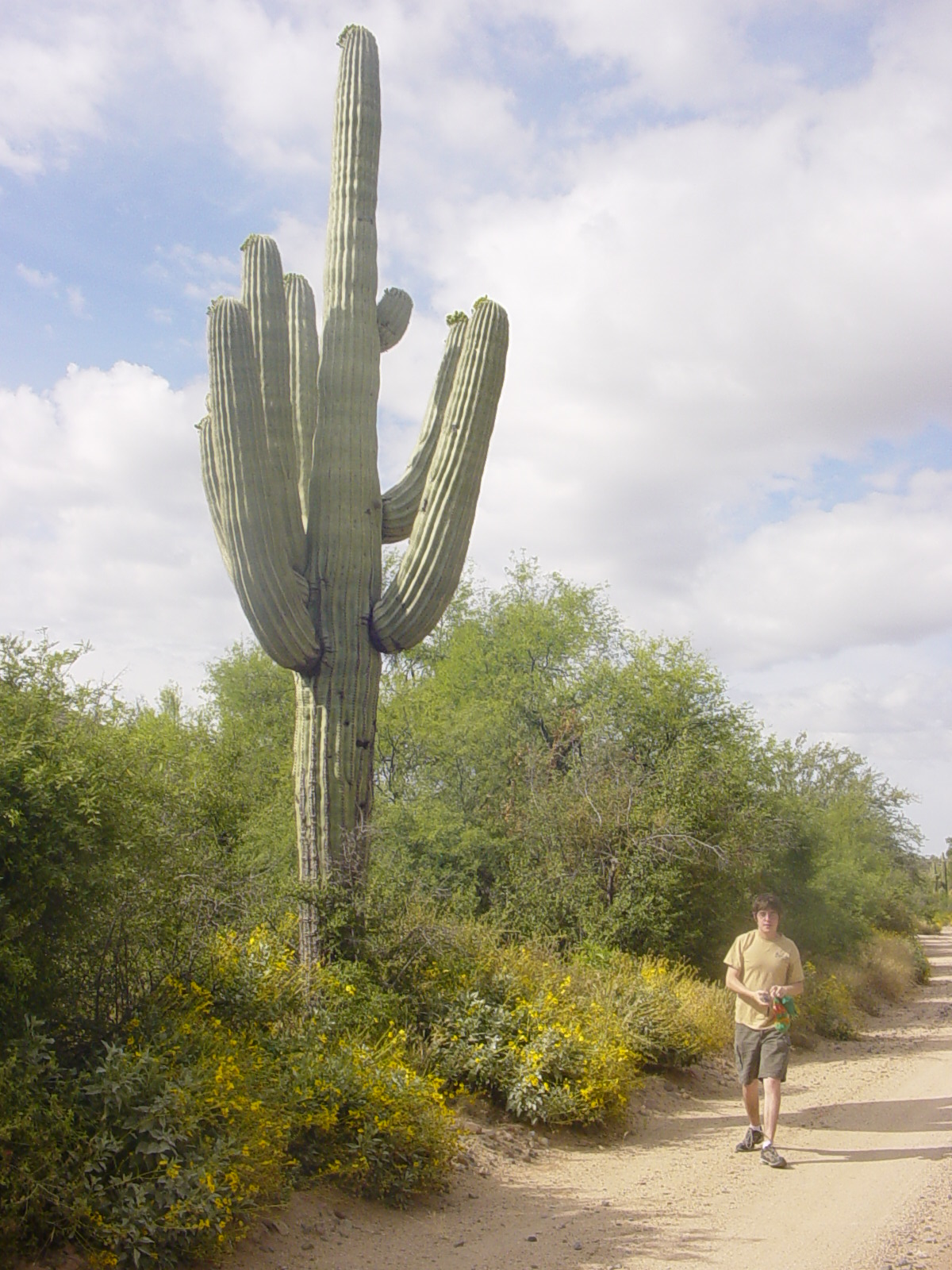
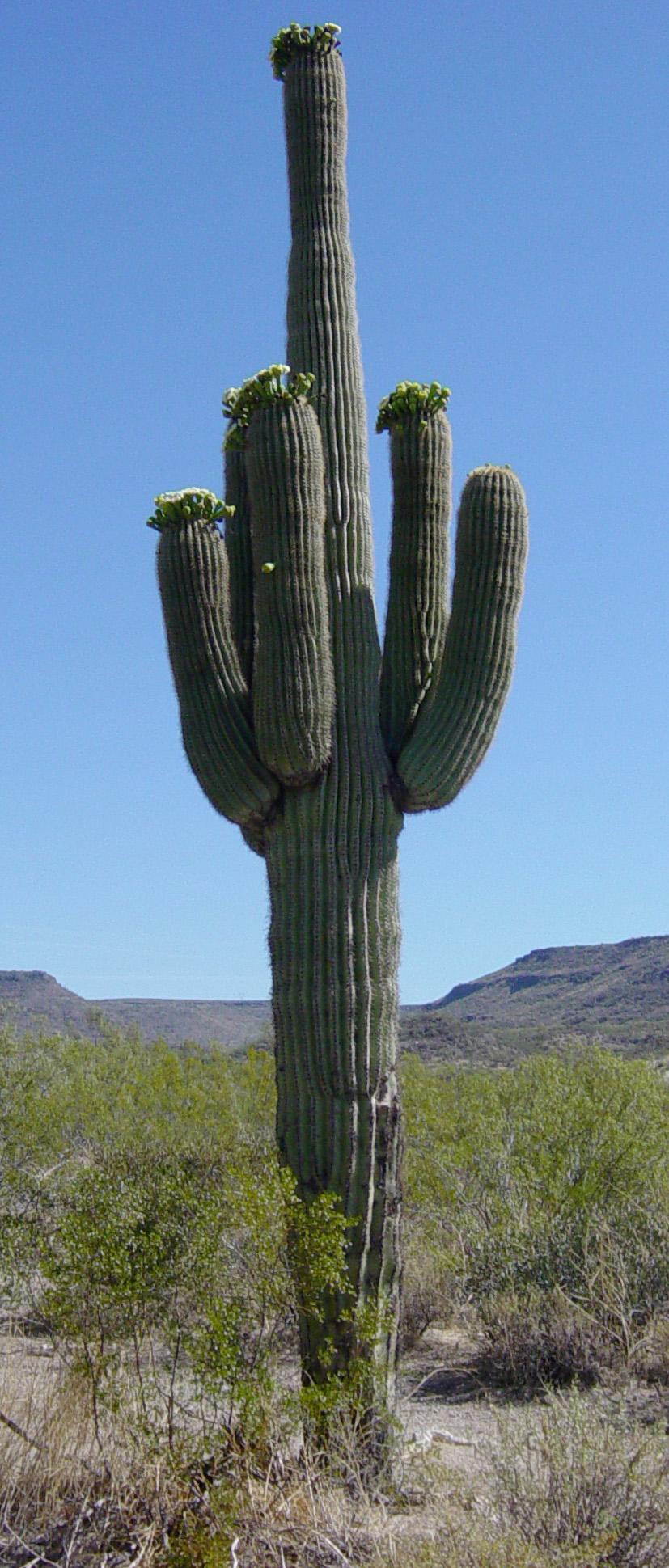
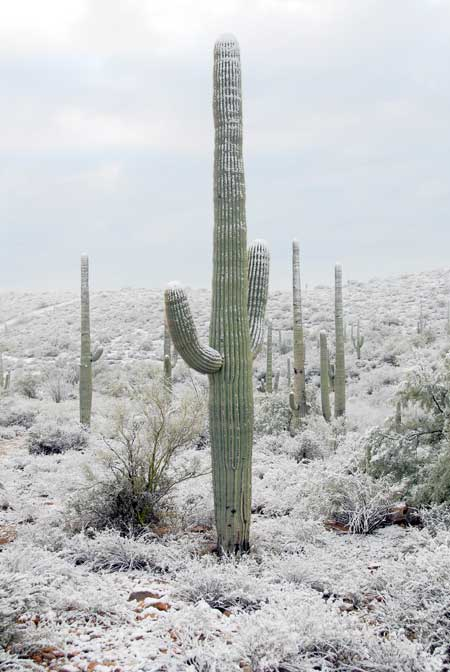
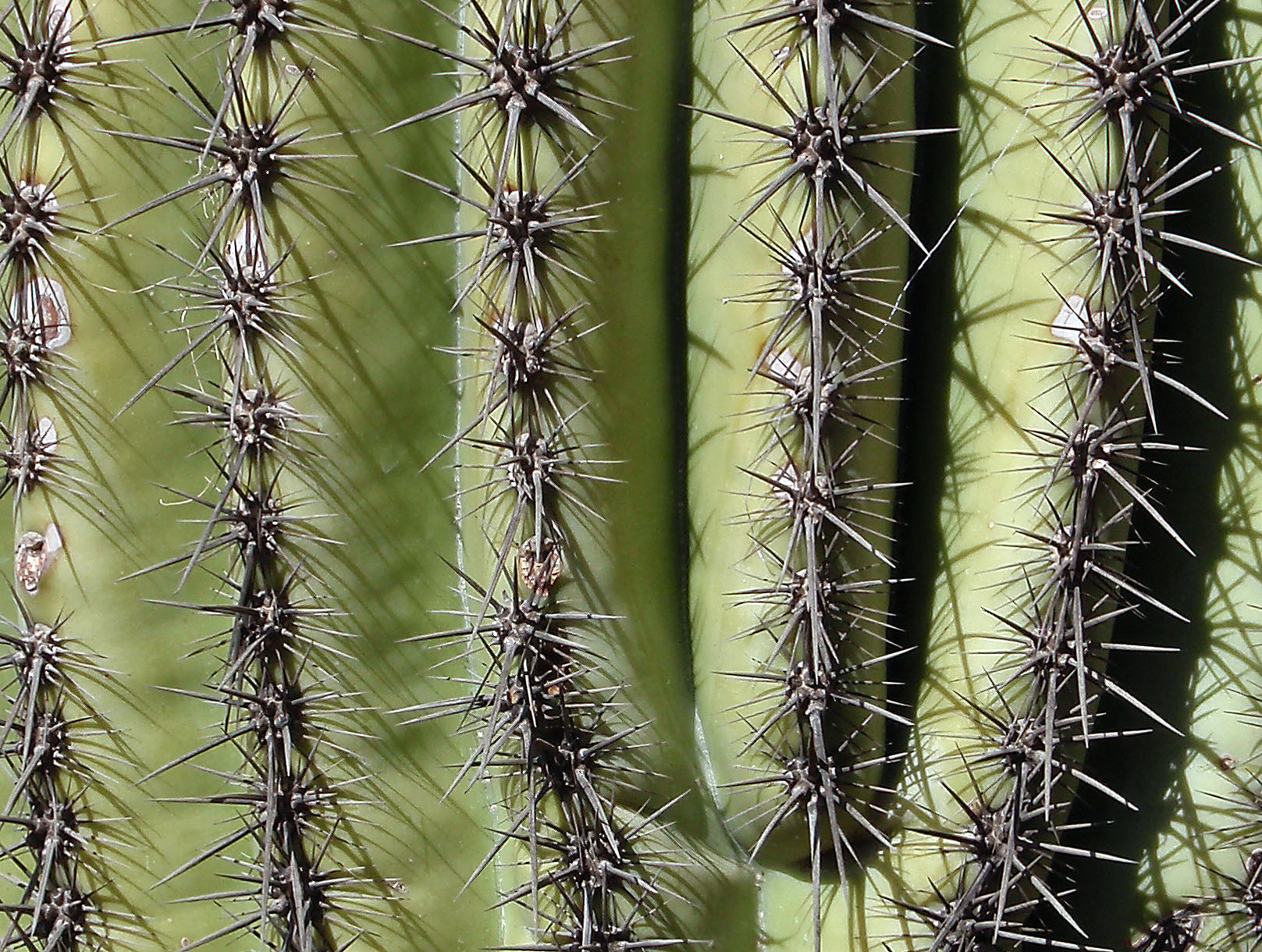
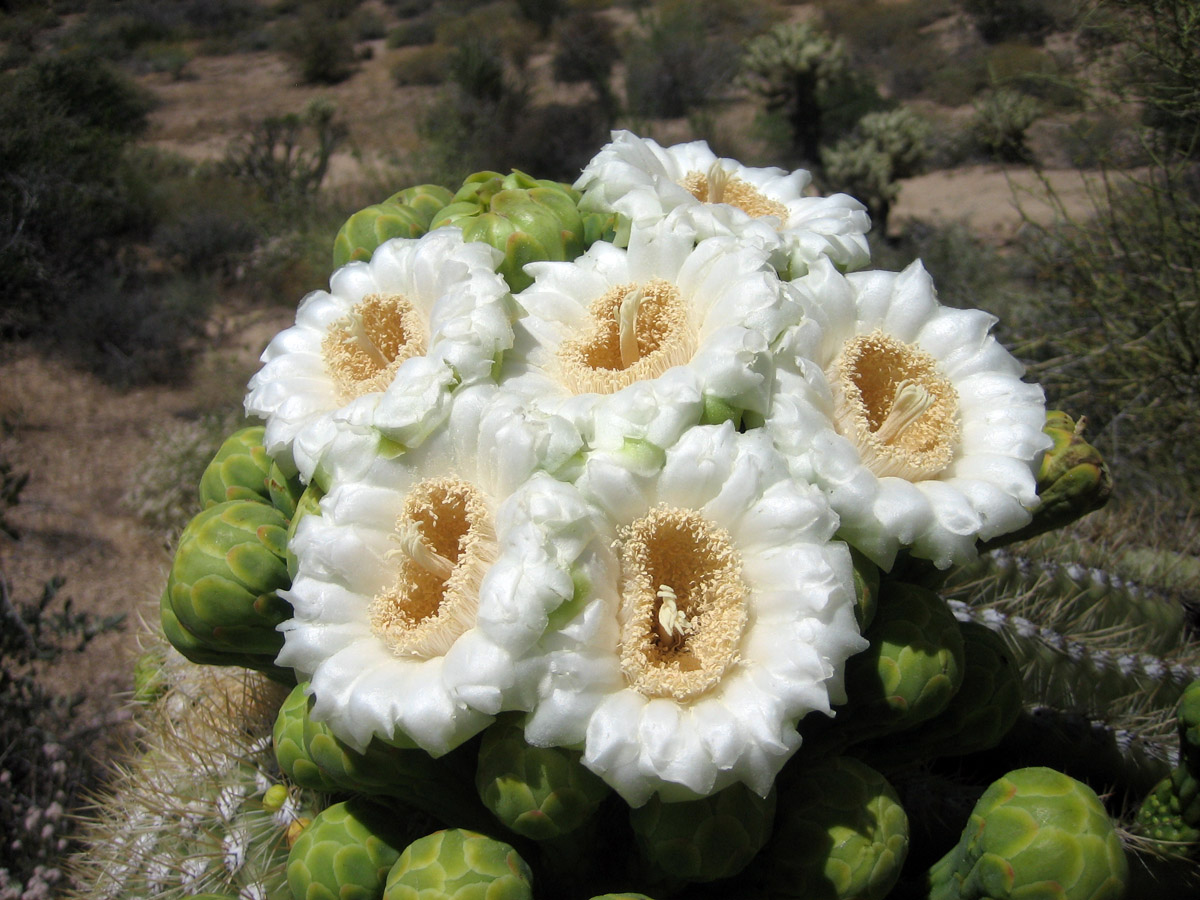
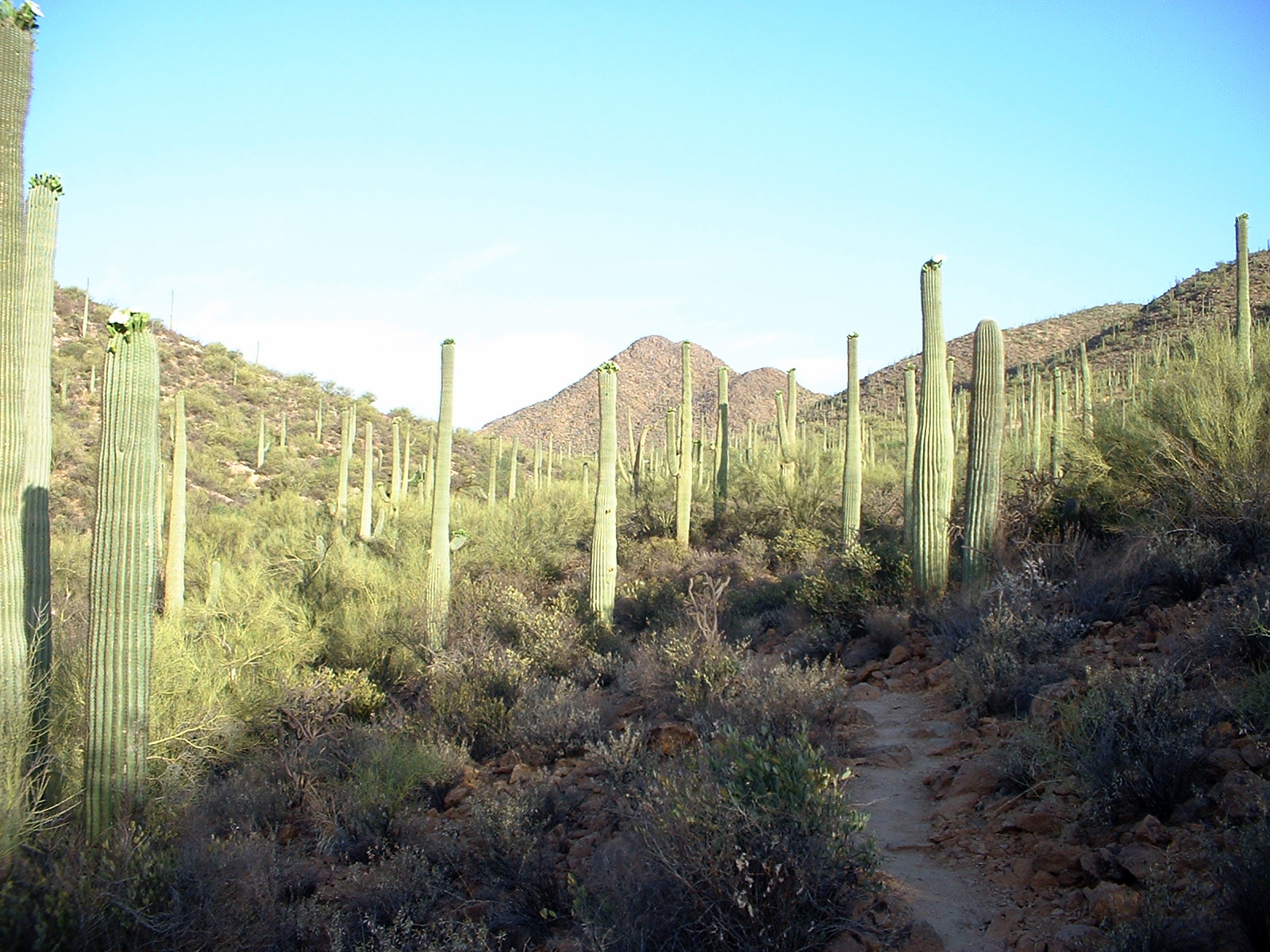
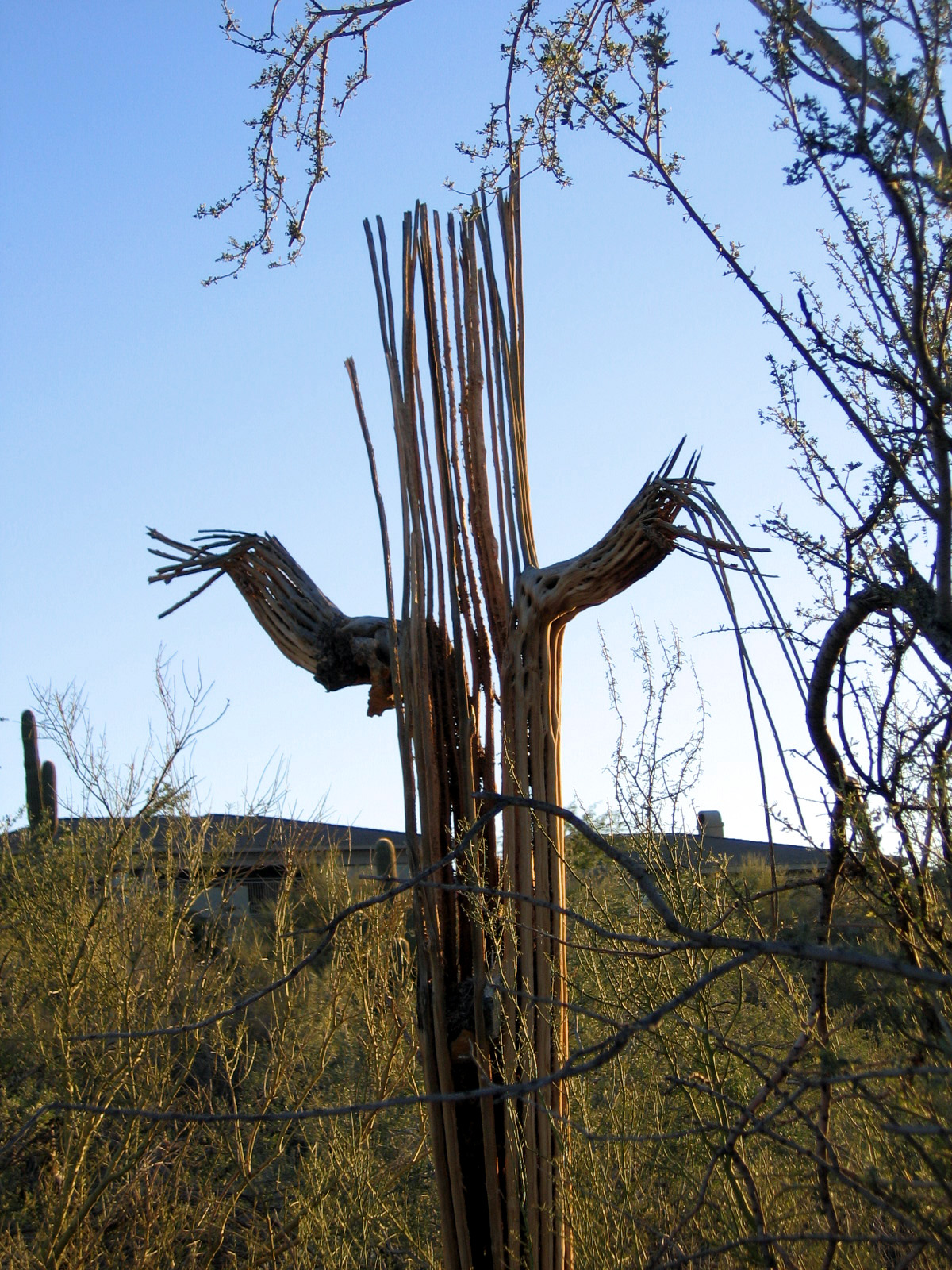
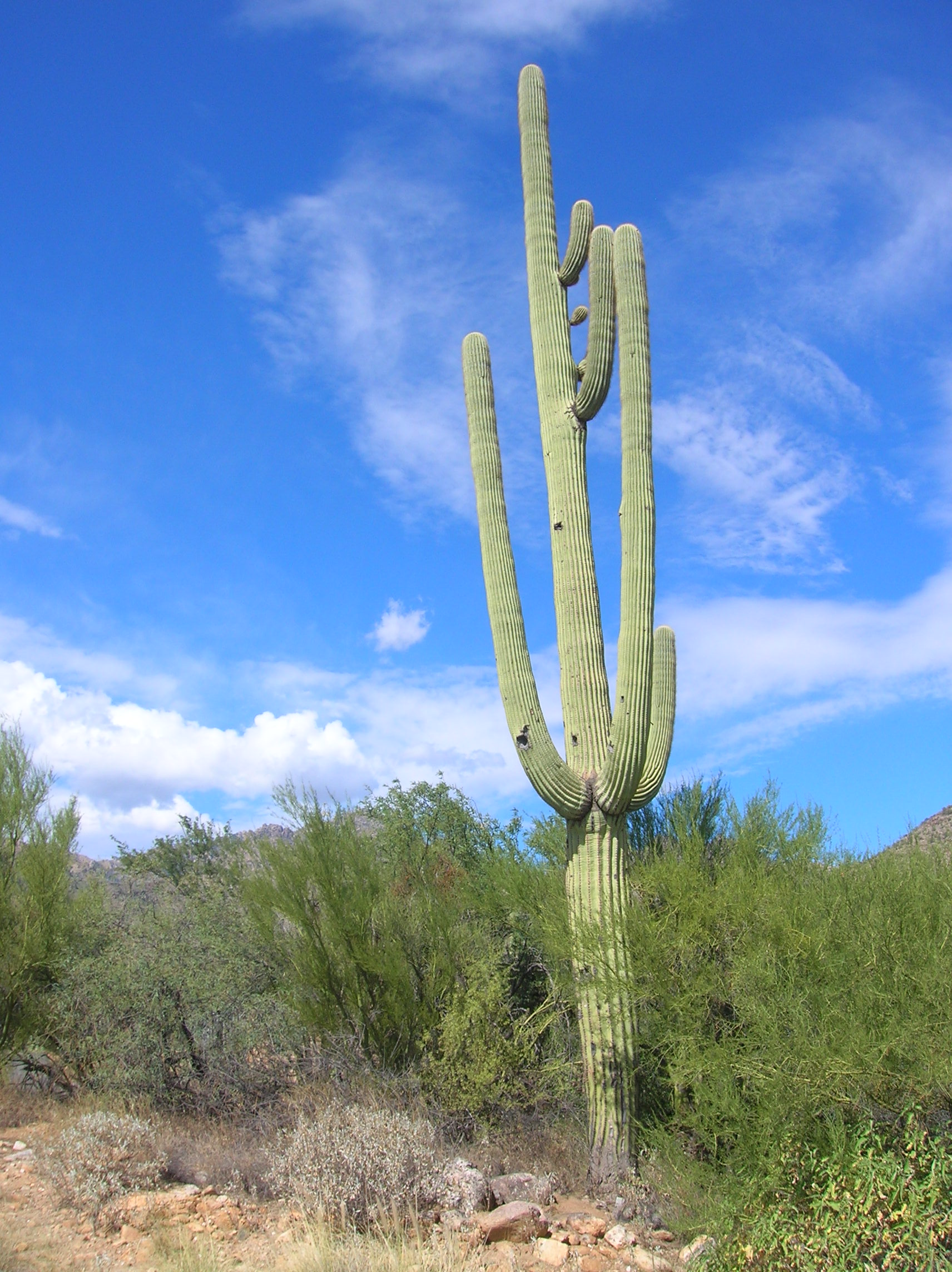
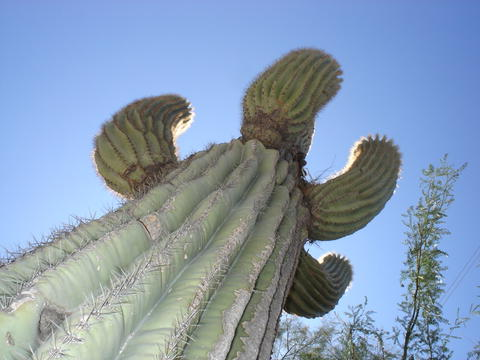
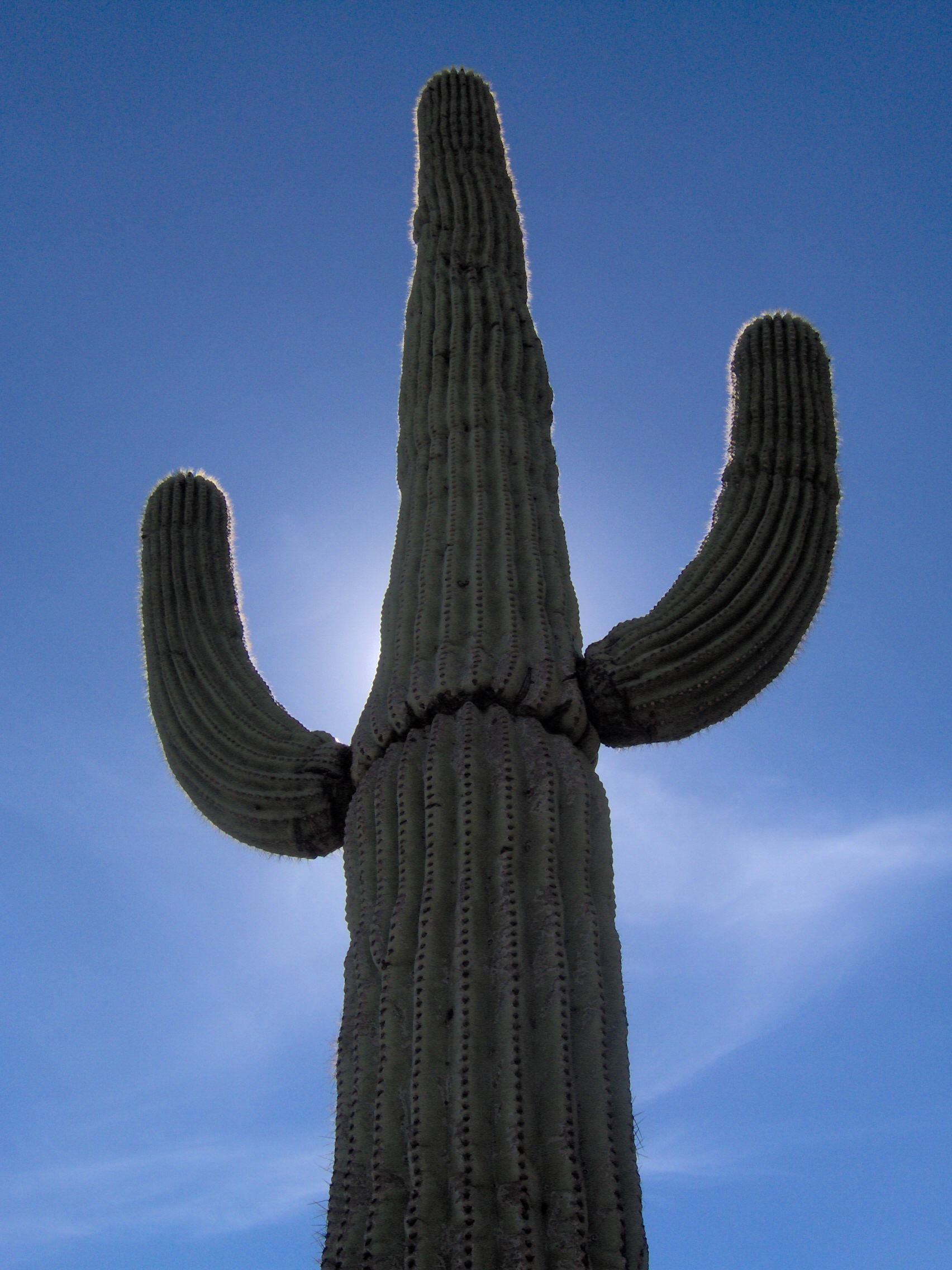
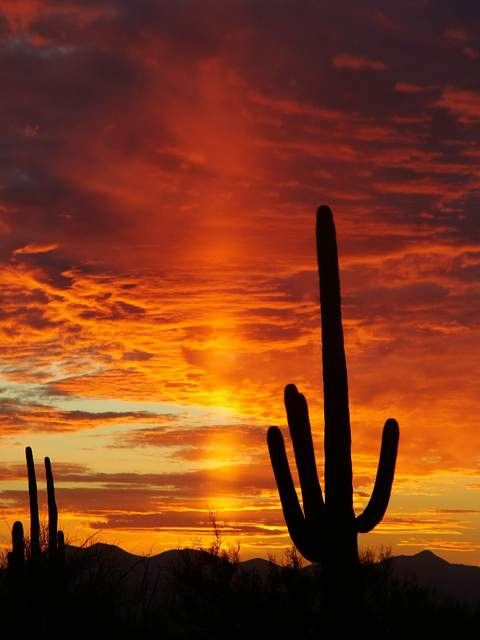
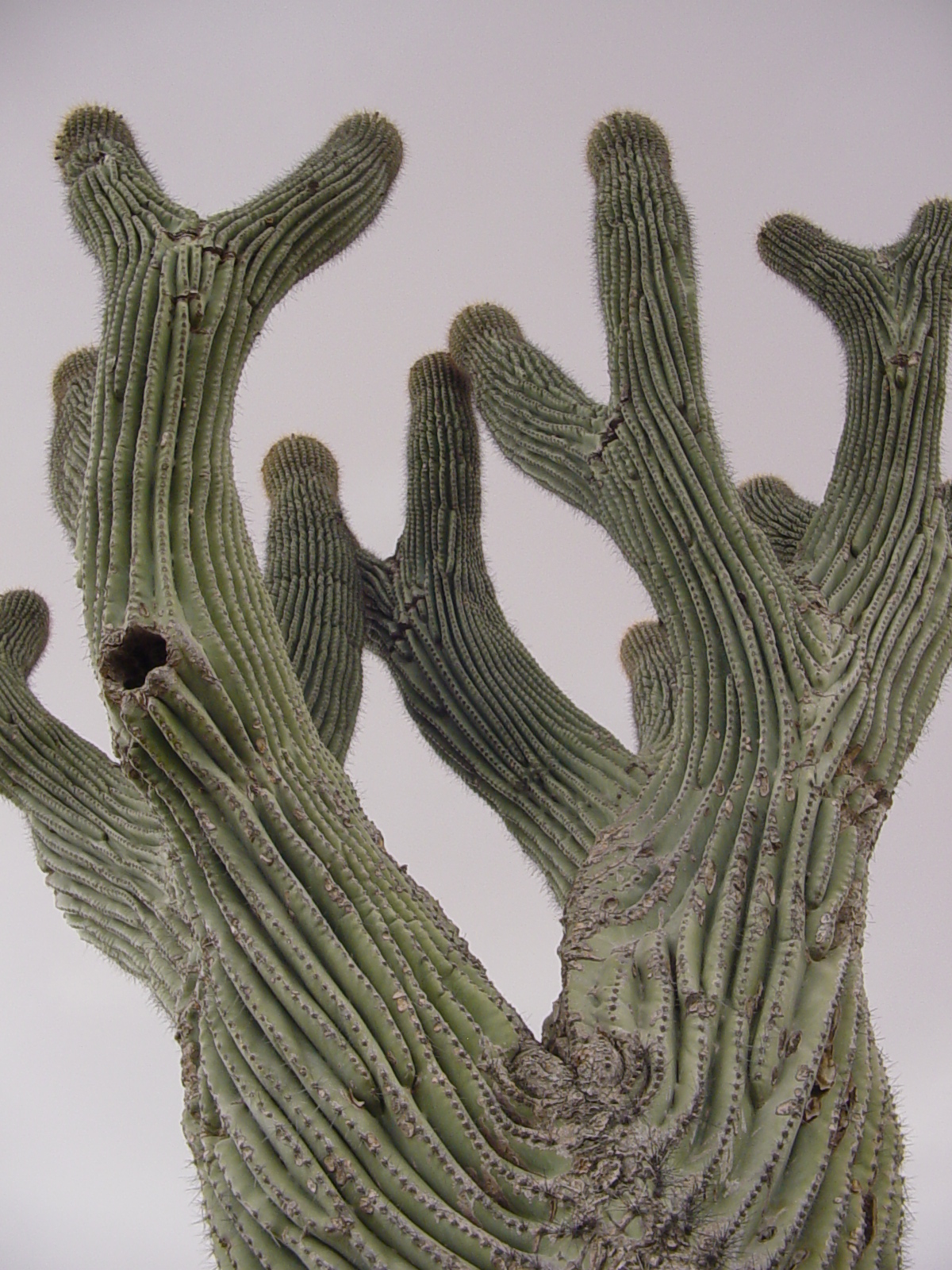
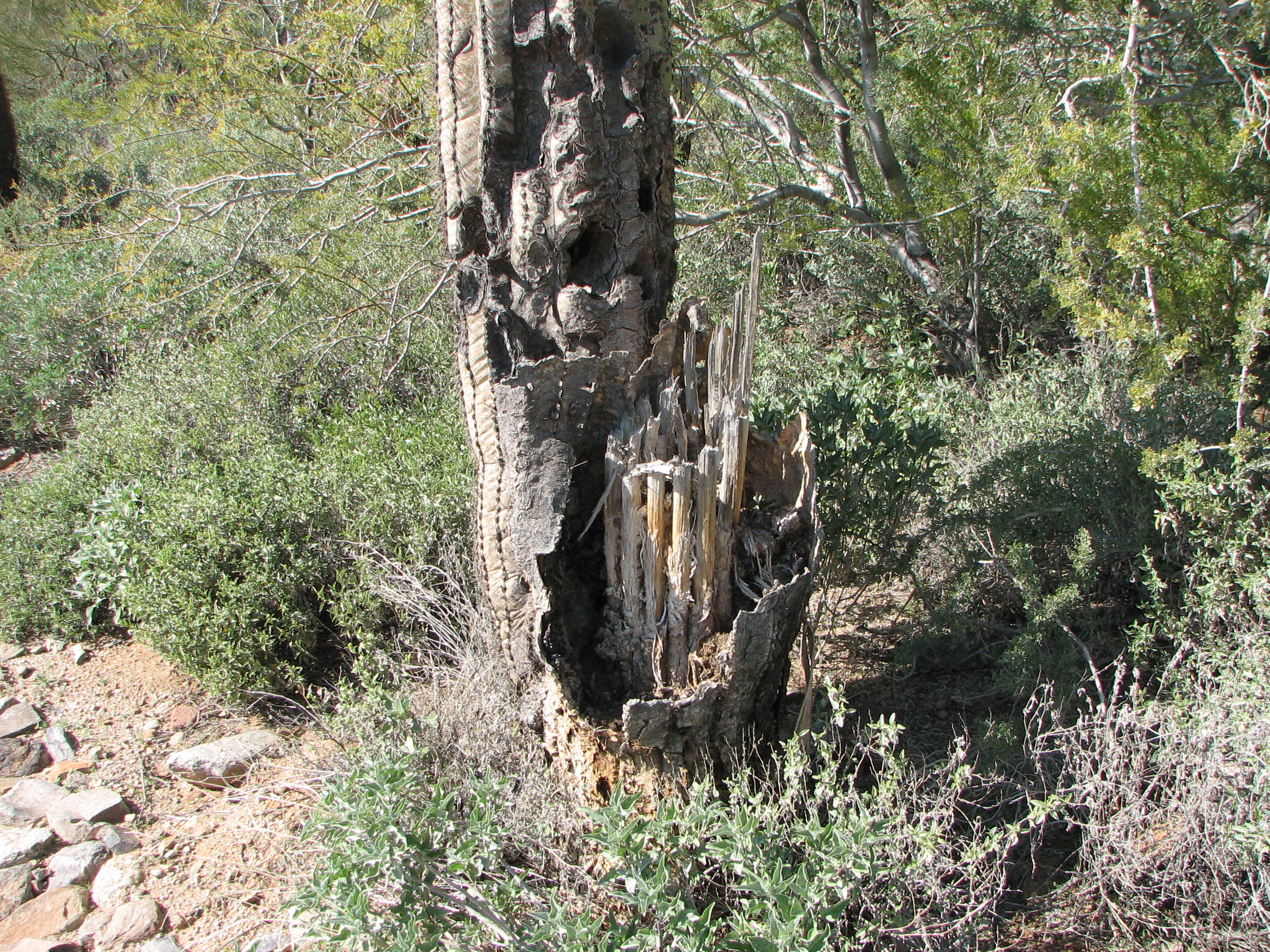
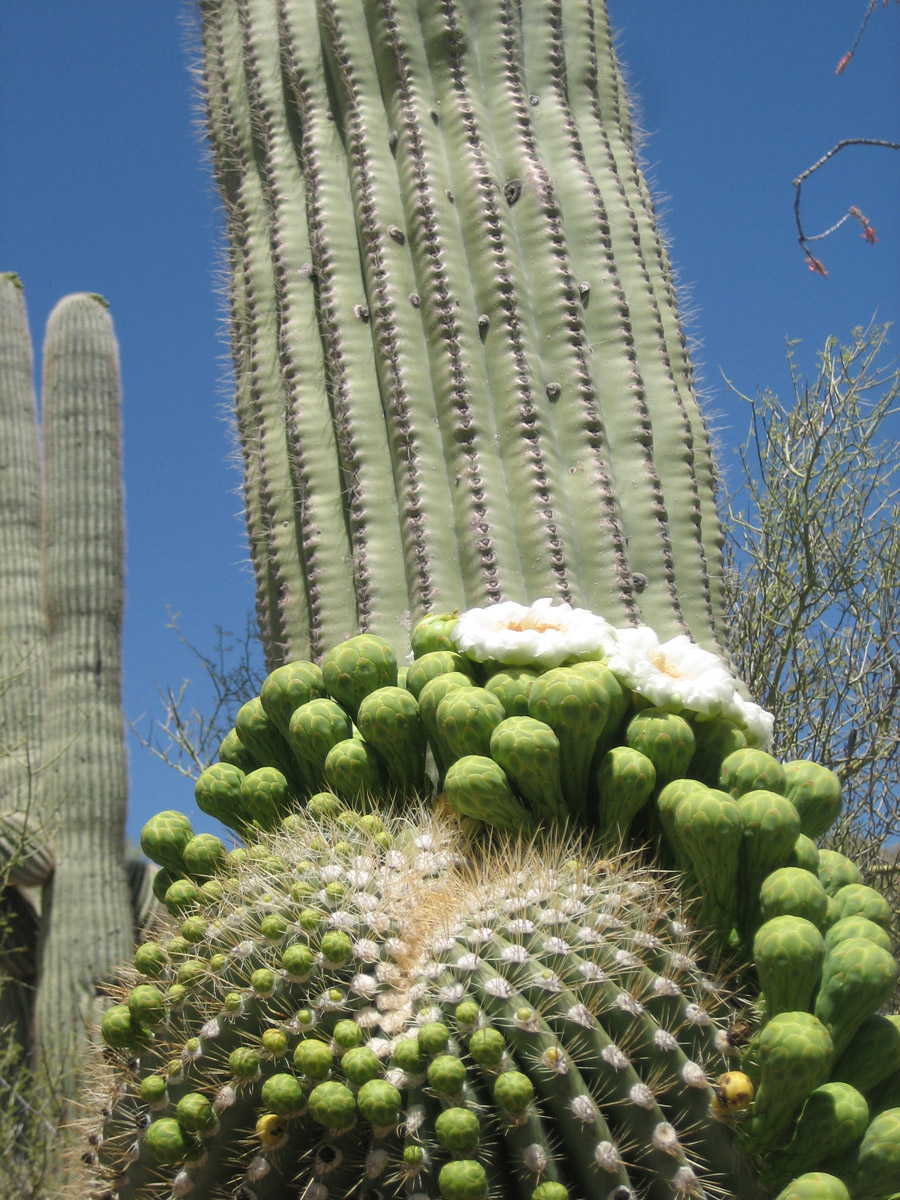
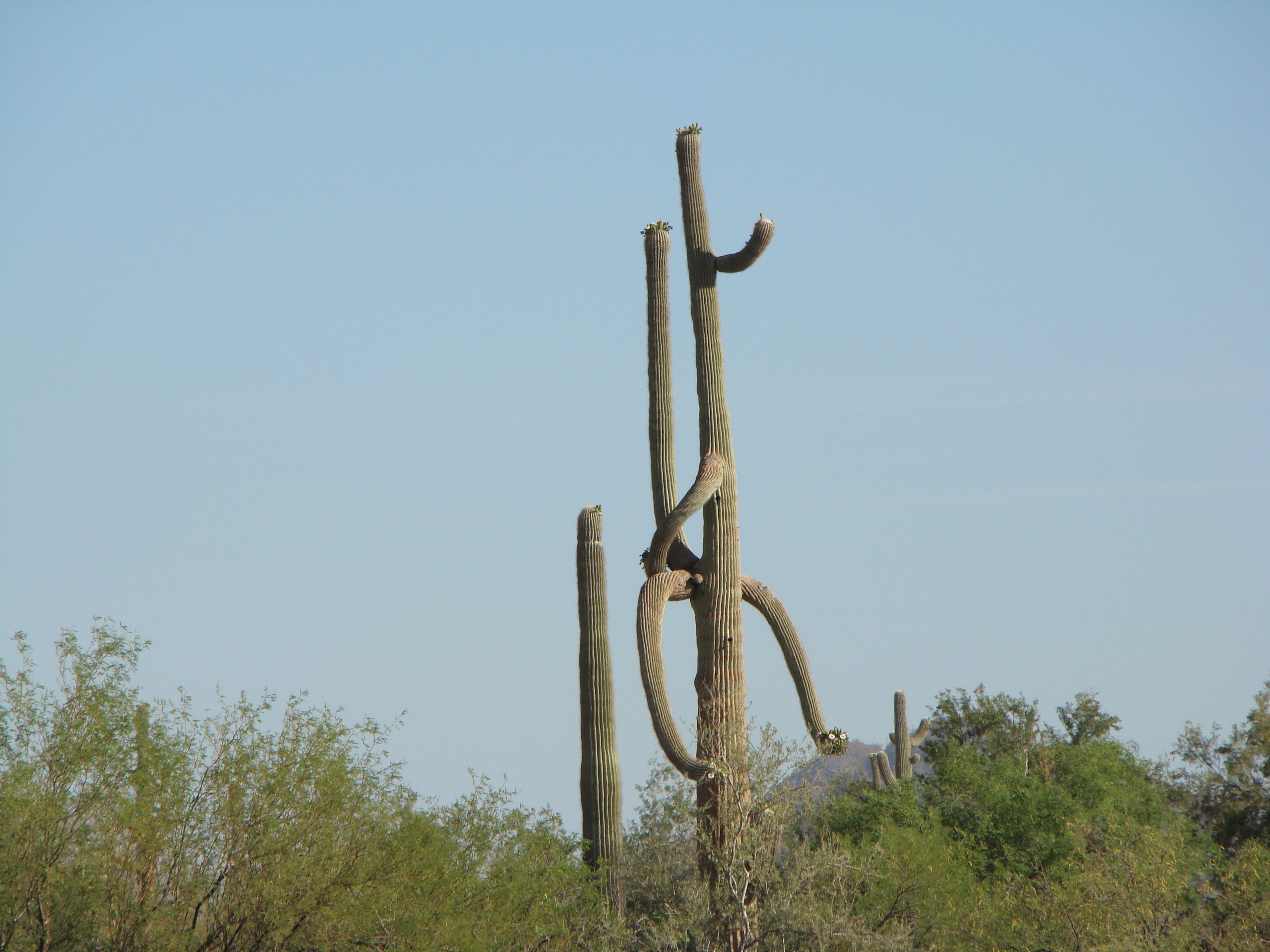